# Liste von Terroranschlägen in Tunesien
Die Liste von Terroranschlägen in Tunesien beinhaltet eine Übersicht über in Tunesien geschehene Terroranschläge.

## Erläuterung
In der Spalte Politische Ausrichtung ist die politische bzw. weltanschauliche Einordnung der Täter angegeben: faschistisch, rassistisch, nationalistisch, nationalsozialistisch, sozialistisch, kommunistisch, antiimperialistisch, islamistisch (schiitisch, sunnitisch, deobandisch, salafistisch, wahhabitisch), hinduistisch. Bei vorrangig auf staatliche Unabhängigkeit oder Autonomie zielender Ausrichtung ist autonomistisch vorangestellt, gefolgt von der Region oder der Volksgruppe und ggf. weiteren Merkmalen der Täter: armenisch, irisch (katholisch), kurdisch, tirolisch, tschetschenisch, dagestanisch, punjabisch (sikhistisch), palästinensisch.
Die Opferzahlen der Anschläge werden farbig dargestellt:

Die Zahl bei den Anschlägen getöteter/verletzter Täter ist in Klammern ( ) gesetzt.

## Liste
| Datum/Beginn       | Ort              | Artikel/Quelle(n)                        | Täter                     | Politische Ausrichtung                                                                      | Mittel                                            | Ziel                   | Tote    | Verletzte | Hintergrund                   |
| ------------------ | ---------------- | ---------------------------------------- | ------------------------- | ------------------------------------------------------------------------------------------- | ------------------------------------------------- | ---------------------- | ------- | --------- | ----------------------------- |
| 27. Januar 1980    | Gafsa            | [ 1 ]                                    | Tunisian Armed Resistance | autonomistisch, nationalistisch                                                             | Automatische Schusswaffen, Gewehr(e), Granaten    | Polizeikaserne         | 41      | 100       |                               |
| 11. April 2002     | Djerba           | Anschlag auf die Al-Ghriba-Synagoge 2002 | al-Qaida                  | salafistisch, wahhabitisch, panislamisch, antikommunistisch, antizionistisch, antisemitisch | Selbstmordattentäter mit Flüssiggas beladenem Lkw | Synagoge, Touristen    | 19 (+1) | 30+       | Aufstand im Maghreb seit 2002 |
| 14. September 2012 | Tunis            | [ 4 ]                                    | Ansar al-Scharia          | salafistisch                                                                                | Steine, Molotowcocktails                          | US-Botschaft           | 4       | 46        | Aufstand im Maghreb seit 2002 |
| 18. März 2015      | Tunis            | Anschlag in Tunis 2015                   | Okba Ibn Nafaa-Brigade    | islamistisch                                                                                | Automatische Schusswaffen                         | Gebäude, Straße        | 24      | 42        | Aufstand im Maghreb seit 2002 |
| 26. Juni 2015      | Port El-Kantaoui | Anschlag in Port El-Kantaoui 2015        | IS / Jund al-Khilafah     | salafistisch, wahhabitisch                                                                  | Sprengsatz, Sturmgewehr                           | Hotel, Touristen       | 39 (+1) | 36        | Aufstand im Maghreb seit 2002 |
| 29. Oktober 2018   | Tunis            | [ 8 ]                                    | IS                        | salafistisch, wahhabitisch                                                                  | Selbstmordattentäterin                            | Polizisten, Zivilisten | 0 (+1)  | 20        | Aufstand im Maghreb seit 2002 |